# Chris Mahoney
Chris Mahoney, född den 2 januari 1959 i London i Storbritannien, är en brittisk roddare.
Han tog OS-silver i åtta med styrman i samband med de olympiska roddtävlingarna 1980 i Moskva.